# Wiraż-Bus
Wiraż-Bus Spółka z o.o. – Firma zajmująca się wynajmem autokarów turystycznych do przewozu osób w kraju i za granicą. Posiada nowoczesną flotę autokarów i busów. Stale zwiększa swoją obecność na rynku poznańskim i zagranicznym. Obsługuje grupy turystyczne z całego świata na terenie całej Europy. 

## Flota
| Lp. | Marka i model     | liczba miejsc | Rocznik | Ilość |
| --- | ----------------- | ------------- | ------- | ----- |
| 1.  | Neoplan Skyliner  | 78+1+1        | 2016    | 1     |
| 2.  | Neoplan Tourliner | 59+1+1        | 2021    | 1     |
| 3.  | Mercedes Tourismo | 53+1+1        | 2018    | 1     |
| 4.  | Scania Irizar i6S | 49+1+1        | 2022    | 1     |
| 5.  | Man Lion's Coach  | 49+1+1        | 2019    | 1     |
| 6.  | Isuzu Tuquise     | 31+1+1        | 2017    | 1     |
| 7.  | Mercedes Sprinter | 23+1          | 2015    | 1     |

## Historia
Wiraż-Bus istnieje na Polskim rynku usług transportowych od 1992 roku. 
Przewoźnik w latach 1991-2011 obsługiwał komunikację miejską w Swarzędzu. Przewoźnik przewoził rocznie około 3 mln pasażerów na trasie Poznań-Swarzędz. Od 1 stycznia 2012 obsługę komunikacji miejskiej w Swarzędzu przejął Zakład Gospodarki Komunalnej w Swarzędzu. 
Dodatkową działalnością firmy do 2018 roku był transport ciężarowy (TIR) na terenie całej Europy. 

### Linie które obsługiwał przewoźnik do dnia 31 grudnia 2011
| Linia             | Trasa                              |
| ----------------- | ---------------------------------- |
| 401               | Poznań Śródka – os. Kościuszkowców |
| 405               | Poznań Śródka – Rynek              |
| 406               | Poznań Śródka – Jasin ETC          |
| 407               | Poznań Śródka – Jasin VW           |
| 412               | Poznań Śródka – Rynek              |
| 484               | os. Kościuszkowców – Tulce         |
| 486               | Rynek – Siekierki Wielkie          |
| 490               | Rynek – Zieliniec                  |
| 491               | Rynek – Gortatowo                  |
| 492               | Rynek – Uzarzewo                   |
| 493               | Rynek – Karłowice                  |
| 494               | Rynek – Garby Małe                 |
| 497               | Zalasewo – Kruszewnia              |
| 498               | Rynek – Kruszewnia                 |
| 499               | os. Kościuszkowców – Zalasewo      |
| 400 (linia nocna) | Poznań Śródka – os. Raczyńskiego   |

### Tabor obsługiwany przez przewoźnika do 31 grudnia 2011
| Typ Autobusu | Eksploatacja od | Liczba egzemplarzy |
| ------------ | --------------- | ------------------ |
| Volvo        | 1997            | 11                 |
| Scania       | 2009            | 1                  |
| Solaris      | 2003            | 11                 |
| MAN          | 2009            | 1                  |

Od października 2010 firma użytkowała autobusy marki Solaris, które jako pierwsze w kraju umożliwiały bezprzewodowy dostęp do sieci Internet. 